# Daniela Beyruti
Daniela Abravanel Beyruti (São Paulo, 11 de julho de 1976) é uma empresária brasileira, diretora de arte e executiva brasileira. Foi vice-presidente do SBT (Sistema Brasileiro de Televisão) de 2023 a 2024, e é a atual presidente do SBT, cargo que assumiu em 11 de novembro de 2024, dois meses após o falecimento de seu pai,  Silvio Santos.

## Biografia
Daniela nasceu no dia 11 de julho de 1976, em São Paulo. Filha mais velha do empresário e apresentador de televisão Silvio Santos com a empresária e novelista Íris Abravanel, ela tem três irmãs mais novas, Patrícia, Rebeca e Renata, além de duas meias-irmãs mais velhas, Cintia e Silvia, do primeiro casamento de seu pai. É descendente de turcos, gregos, judeus sefarditas e italianos. Daniela é descendente, na linhagem paterna, de Isaac Abravanel.

## Carreira
Daniela viveu nos Estados Unidos, onde se formou em Comunicação Social na Universidade Liberty, localizada em Lynchburg, Virgínia, onde também fez pós-graduação. De volta ao Brasil, entre 2008 e 2010 foi diretora executiva do SBT. Em 2010, assumiu o cargo de diretora artística e da grade de programação do canal. No cargo, foi responsável pela contratação de Roberto Justus e Roberto Cabrini, pelo retorno de Eliana ao SBT, e pela compra dos formatos de 10 Years Younger (10 Anos mais Jovem), What Not To Wear (Esquadrão da Moda), Britain's Got Talent (Qual é o Seu Talento?) e Amne$ia (Você Se Lembra?), além da compra das séries norte-americanas Supernatural e Arrow, e a produção do remake brasileiro de Carrossel, em 2012. Em junho de 2014, durante a sua gestão como diretora artística, o SBT retomou a vice-liderança de audiência nacional. Em dezembro de 2016, Daniela realizou uma participação eventual na edição especial de Natal do Roda a Roda Jequiti, competindo com as irmãs, Rebeca e Renata. Em abril de 2023, foi nomeada vice-presidente do SBT.

## Vida pessoal
Em abril de 2002, Daniela casou-se com o empresário Marcelo Beyruti. Em 11 de agosto de 2011, ela anunciou sua primeira gravidez, dando à luz seu filho, Gabriel, em 19 de março de 2012. Sua segunda filha, Manuela, nasceu em 6 de novembro de 2013, de parto normal no Hospital Albert Einstein, em São Paulo. Em 20 de novembro de 2017, Daniela dá à luz Lucas, seu terceiro filho.

## Filmografia

### Filmes
| Ano  | Título                             | Função    | Nota(s)                             |
| ---- | ---------------------------------- | --------- | ----------------------------------- |
| 2010 | Silvio Santos - 80 Anos de Alegria | ela mesma | Filme documentário do Silvio Santos |

### Programas de televisão
| Ano  | Título              | Função       | Nota(s)             |
| ---- | ------------------- | ------------ | ------------------- |
| 2011 | De Frente com Gabi  | entrevistada |                     |
| 2016 | Roda a Roda Jequiti | concorrente  | com Rebeca e Renata |